# جشنواره بین‌المللی فیلم دبی

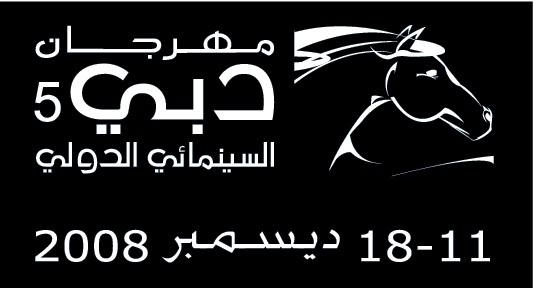
نشان جشنواره - ۲۰۰۸

جشنواره بین‌المللی فیلم دبی (DIFF، به عربی:مهرجان دبی السینمائی الدولی) یکی از جشنواره‌های فیلم آسیا است که هر ساله در دوبی برگزار می‌شود. این جشنواره در دسامبر ۲۰۰۴ با شعار پیوند فرهنگ‌ها، برخورد اندیشه‌ها آغاز به‌کار کرد. جشنواره دبی توسط منطقه آزاد فناوری و رسانه‌ای دبی و با تمرکز بر سینمای جهان عرب و نیز آفریقا برگزار می‌شود.
جشنواره فیلم دبی پس از جشنواره‌های قاهره، دمشق و مراکش، چهارمین جشنواره سینمایی کشورهای عرب‌زبان به‌شمار می‌رود. این جشنواره با وجود نوپا بودن، از طریق جذب هنرپیشگان و کارگردانان مشهور هالیوود و بالیوود، موفق شده است مورد توجه قرار بگیرد. ششمین دوره این جشنواره در دسامبر ۲۰۰۹ برگزار شد. در چهار دوره نخست جشنواره، به ترتیب ۷۶، ۹۸، ۱۱۵ و ۱۴۱ فیلم بلند، کوتاه و مستند به نمایش گذاشته شدند. فیلم‌های شرکت‌کننده در جشنواره دبی در ۱۰ سینما در شهرک رسانه دبی اکران می‌شوند.

## بخش‌ها
- فیلم بلند
- فیلم کوتاه
- فیلم مستند
- سینمای عرب
- پل فرهنگی
- ستایش آفریقا
- کافه اروپا
- نگاه آسیا[۲]